# David Turnbull (football)
Pour les articles homonymes, voir David Turnbull.
David Turnbull est un footballeur écossais né le 10 juillet 1999 à Carluke. Il évolue au poste de milieu de terrain à Cardiff City.

## Biographie

### En club
Formé à Motherwell, il débute en équipe première le 10 avril 2018, lors d'un match contre Dundee (victoire 2-0).
Il inscrit son premier but en championnat le 31 octobre 2018, lors de la 11e journée, sur la pelouse de St. Mirren (victoire 0-2). Le 9 mars 2019, lors de la 29e journée, il est l'auteur d'un doublé, lors de la réception du club d'Hamilton Academical (victoire 3-0). Turnbull inscrit un total de neuf buts en championnat cette saison-là.
A l'issue de cette saison 2018-2019, il est nommé jeune joueur de la saison, par la Scottish Football Writers' Association (en).
Le 27 août 2020, il rejoint Celtic.

### En équipe nationale
Il débute avec l'équipe d'Écosse espoirs le 22 mars 2019, en amical contre le Mexique (0-0).
Turnbull est retenu dans la liste des vingt-six joueurs écossais sélectionnés par Steve Clarke pour disputer l'Euro 2020.

## Palmarès

### En club
Celtic FC
- Championnat d'Écosse de football (3)
  - Champion en 2022, 2023 et 2024
- Coupe de la Ligue écossaise de football (2)
  - Vainqueur en 2022 et 2023
- Coupe d'Écosse de football (2)
  - Vainqueur en 2020 et 2023

### Distinctions personnelles
- Membre de l'équipe-type de Scottish Premier League en 2021.